# Ам Залцхаф
Ам Залцхаф (њем. Am Salzhaff) општина је у њемачкој савезној држави Мекленбург-Западна Померанија. Једно је од 59 општинских средишта округа Бад Доберан. Према процјени из 2010. у општини је живјело 514 становника. Посједује регионалну шифру (AGS) 13051087.

## Географија
Ам Залцхаф се налази у савезној држави Мекленбург-Западна Померанија у округу Бад Доберан. Општина се налази на надморској висини од 35 метара. Површина општине износи 15,4 km².

## Становништво
У самом мјесту је, према процјени из 2010. године, живјело 514 становника. Просјечна густина становништва износи 33 становника/km².